# Радуцкий, Михаил Борисович
Михаил Борисович Радуцкий (укр. Михайло Борисович Радуцький; род. 5 декабря 1968, Киев) — украинский предприниматель, эксперт по вопросам реформы медицины. Основатель медицинской клиники «Борис».
Народный депутат Украины IX созыва от партии «Слуга народа».

## Биография
Учился в Киевском высшем медицинском училище имени П. И. Гаврося, где получил специальность фельдшера скорой помощи, а также в Киевском национальном университете физической культуры и спорта по специальности «Олимпийский и профессиональный спорт», где получил квалификацию магистра с олимпийского и профессионального спорта.
В 1987 году работал фельдшером Киевской станции скорой медицинской помощи. С 1989 по 1993 год занимал должность заместителя директора «Киевконцерт». В 1993 году начал собственный бизнес в медицинской сфере. С 1994 по 2004 год — коммерческий директор, заместитель директора ООО «Борис», с 2004 года — президент ООО «Борис».
С 2014 по 2015 год — заместитель председателя Киевской городской государственной администрации Виталия Кличко.
С 2015 года — советник председателя КГГА Виталия Кличко.
В прошлом — член Высшего Медицинского Совета Министерства здравоохранения Украины.
Кандидат в народные депутаты от партии «Слуга народа» на парламентских выборах 2019 года, № 18 в списке. Беспартийный. Проживает в Киеве.
30 июля 2019 года Президент Владимир Зеленский назначил Радуцкого своим советником (вне штата).
Руководитель группы по межпарламентским связям с Республикой Молдова, руководитель группы по межпарламентским связям с Королевством Таиланд.
Председатель Комитета Верховной Рады Украины по вопросам здоровья нации, медицинской помощи и медицинского страхования с 29 августа 2019 года.
30 марта 2024 года Президент Владимир Зеленский уволил Радуцкого с должности внештатного советника президента.